# Палермо (метрополитенский город)
Метропольный город Палермо (итал. Città metropolitana di Palermo) — территориальная единица в автономной области Сицилия в Италии. 
Площадь метропольного города 5009 км², население 1 214 291 человек (2020). 
Образован 4 августа 2015 года на месте упразднённой провинции Палермо.
Центр территориальной единицы находится в городе Палермо.

## Коммуны
В состав метропольного города входят 82 коммуны:
- Алимена
- Алиминуза
- Алия
- Альтавилла-Милича
- Альтофонте
- Багерия
- Балестрате
- Баучина
- Бельмонте-Медзаньо
- Бизаквино
- Блуфи
- Болоньетта
- Бомпьетро
- Борджетто
- Валледольмо
- Вентимилья-ди-Сицилия
- Викари
- Виллабате
- Виллафрати
- Ганджи
- Годрано
- Граттери
- Джардинелло
- Джерачи-Сикуло
- Джулиана
- Изнелло
- Изола-делле-Феммине
- Каккамо
- Кальтавутуро
- Кампореале
- Кампофеличе-ди-Рочелла
- Кампофеличе-ди-Фиталия
- Кампофьорито
- Капачи
- Карини
- Кастеллана-Сикула
- Кастельбуоно
- Кастельдачча
- Кастроново-ди-Сичилия
- Коллесано
- Контесса-Энтеллина
- Корлеоне
- Кьюза-Склафани
- Ласкари
- Леркара-Фридди
- Маринео
- Медзоюзо
- Мизильмери
- Монреале
- Монтелепре
- Монтемаджоре-Бельсито
- Палаццо-Адриано
- Палермо
- Партинико
- Петралия-Сопрана
- Петралия-Соттана
- Полицци-Дженероза
- Поллина
- Прицци
- Пьяна-дельи-Альбанези
- Роккамена
- Роккапалумба
- Сан-Джузеппе-Ято
- Сан-Мауро-Кастельверде
- Санта-Кристина-Джела
- Санта-Флавия
- Сан-Чипирелло
- Склафани-Баньи
- Термини-Имерезе
- Терразини
- Торретта
- Трабия
- Траппето
- Устика
- Фикарацци
- Черда
- Чефала-Диана
- Чефалу
- Чиминна
- Чинизи
- Шара
- Шиллато